# Ілгіжяй I
Ілгіжяй I (Ilgižiai) — хутір у Литві, Расейняйський район, Бетигальське староство. 2001 року на хуторі проживало 4 людей. Розташоване неподалік сіл Ілгіжяй III та Рочяй.

## Принагідно
- Ilgižiai I

| Литва | Це незавершена стаття з географії Литви. Ви можете допомогти проєкту, виправивши або дописавши її. |